# Zacisze (Michałów)
Zacisze – przysiółek wsi Michałów w Polsce, położony w województwie dolnośląskim, w powiecie polkowickim, w gminie Chocianów. 
W latach 1975–1998 przysiółek należał administracyjnie do województwa legnickiego.